# Erika (Funkfeuer)
Erika war ein deutsches Präzisions-Phasendrehfunkfeuer für Hyperbelnavigation für Kampfflugzeuge der Luftwaffe gegen Ende des Zweiten Weltkriegs. Es wurde ab 1941 bei der Firma C. Lorenz entwickelt und war eine Weiterentwickelung des Langwellen-Funkfeuers „Sonne“. Während wie beim Knickebein-Verfahren UKW-Empfangsgeräte (30–33 MHz) eingesetzt wurden, ähnelte der Abstand der Antennen von jeweils 3 Wellenlängen hingegen dem Sonne-Verfahren. Durch die im Vergleich zum Sonne-Verfahren viel höhere Frequenz ergab sich ein entsprechend kleinerer Abstand zwischen den Antennen von nur 30 Metern. Zusätzlich existierte eine Feinortung, für die Antennen mit 30 Wellenlängen Abstand montiert wurden (entsprechend 300 Meter). Die erzielte Genauigkeit der Leitstrahlen lag bei 1/100°. In der Folge konnte ein Ziel aus einer Entfernung von 300 Kilometern mit einer Abweichung von nur ±100 Metern getroffen werden.
Allerdings war die Entwicklung erst Ende 1944 beendet, so dass das System nicht mehr zum Einsatz gelangte.